# Rétromobile

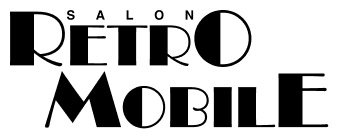
Logotipo

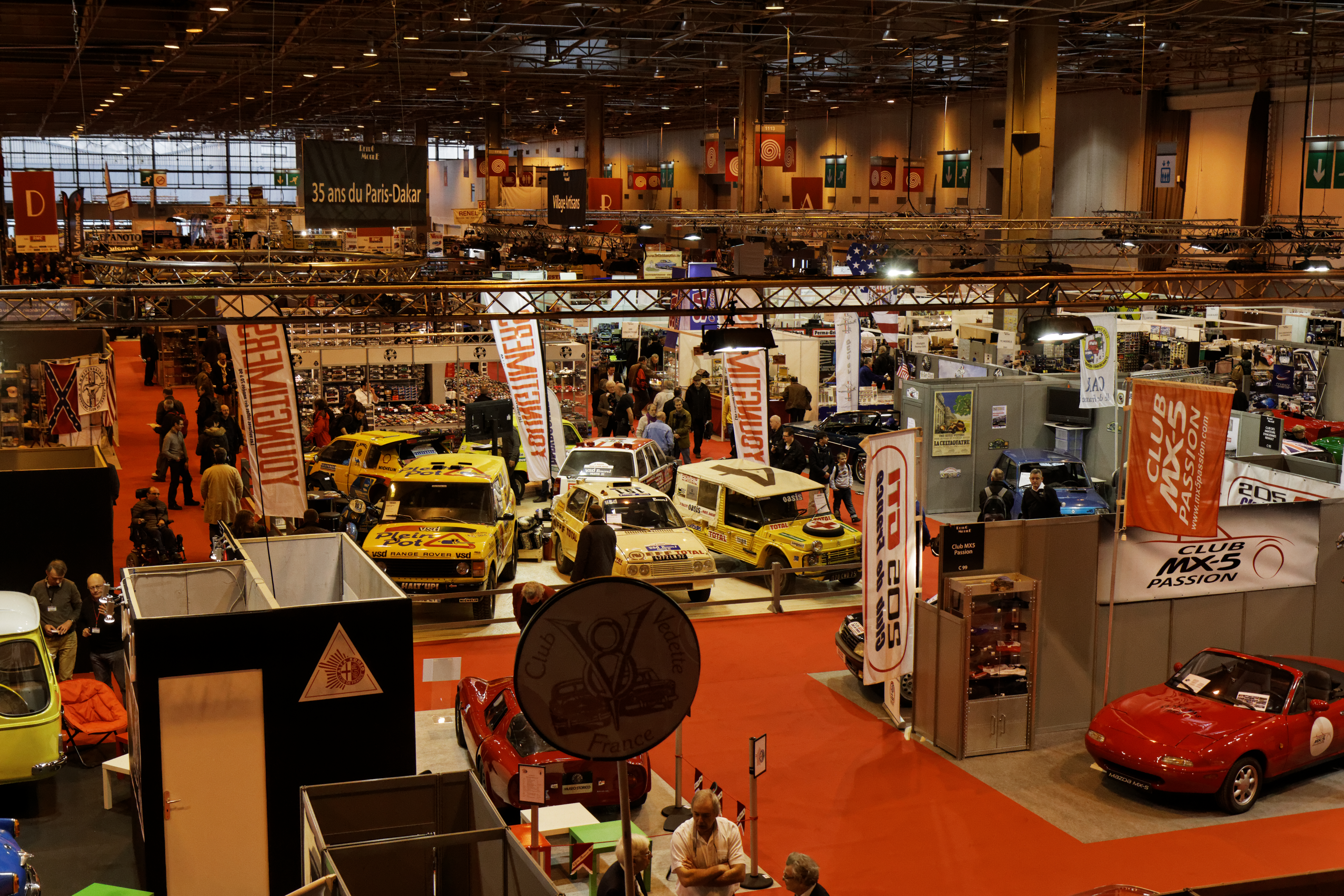
El evento celebrado en 2014

Rétromobile es un salón del automóvil clásico anual que se celebra en febrero en la ciudad francesa de París. Fue celebrado por primera vez en 1976, se celebra en el recinto Paris Expo Porte de Versailles, un centro de convenciones ubicado entre los Bulevares de los Mariscales y el Bulevar Périférico. Es conocido por ser el primer gran salón del automóvil clásico del año. Durante la celebración del evento se realiza también una subasta de coches clásicos. En 2019 el salón atrajo a 132.000 personas.